# Quelpartoniscus tsushimaensis
Quelpartoniscus tsushimaensis là một loài chân đều trong họ Scyphacidae. Loài này được Nunomura miêu tả khoa học năm 1990.